# Адольфо Фарсарі
Адольфо Фарсарі (італ. Adolfo Farsari, 11 лютого 1841 — 7 лютого 1898) — італійський фотограф знаний своїми фотографіями Японії періоду Мейдзі, зокрема зображеннями Йокоґами.
Роботи Фарсарі, завдяки використанню на той час передових технічних засобів та художніх прийомів, справили великий вплив на роботи японських фотографів та становлення і розвиток фотографії в Японії. Крім високої художньої цінності твори Адольфо Фарсарі мають важливе значення для історичної науки.
Серед творів фотографа особливо виділяють розмальовані вручну портрети та пейзажі. Фотографія Адольфо Фарсарі досі широко використовуються для ілюстрації книг та періодики різноманітної тематики. Його студія, остання закордонна фотостудія в Японії, була однією з найбільших та комерційно найуспішніших на той час фірм.

## Ранні роки
Адольфо Фарсарі народився 11 лютого 1841 року у місті Віченца, Ломбардо-Венеціанське королівство, Австро-Угорщина (зараз Італія). Після короткої військової кар'єри на батьківщині у 1859 році емігрував до США. Під час Громадянської війни служив на боці Федерації у Нью-Йоркському державному кавалерійському полку волонтерів. Вступив до руху аболіціоністів. У США одружився, але у 1873 році розлучився. У цьому ж році, залишивши колишню дружину та двох дітей, переїхав до Японії.
Після переїзду, оселився у Йокоґамі, де разом з Е. А. Саргентом заснував компанію «Sargent, Farsari & Co.». Фірма займалася виготовленням плакатів, мап, оформленням книг та журналів, публікувала японсько-англійські розмовники, словники та іншу продукцію. Також фірма займалася публікацією фотографій японських краєвидів. Автор цих фото невідомий.
В цей період Адольфо Фарсарі активно займається створенням мап, найвідоміші з яких мапа онсену Міяносіта біля поселення Хаконе та мапа Йокоґами.
Після закінчення партнерства з Е. А. Саргентом, тепер вже «A. Farsari & Co.» випускає такі успішні видання, як Путівник по Японії Кілінга (перше видання вийшло у липні 1880 року) та написану Фарсарі Японські слова та фрази для використання іноземцями.

## Кар'єра фотографа

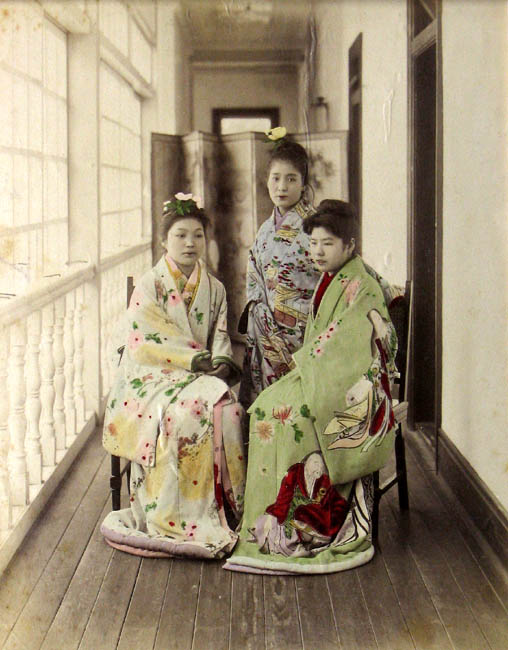
Майко позують на веранді. 1885 рік

Вперше Фарсарі зайнявся комерційною фотографією у 1883 році. У 1885 році він разом зі своїм партнером, японським фотографом Тамамура Кодзабуро, придбав студію Stillfried & Andersen (також відома, як Японська Асоціація Фотографії). Це була досить велика на той час студія, де працювало близько 15 осіб. Разом зі студією Фарсарі отримав велику кількість робіт англійського фотографа Фелікса Беато, які були придбані Stillfried & Andersen разом зі студією Беато 1877 у році. Точно невідомо коли партнерство Тамамури та Фарсарі закінчилося, але вже через декілька років вони стали конкурентами. У 1885 році Фарсарі розширив свій бізнес, придбавши приміщення збанкрутілої студії англійського фотографа Девіда Велша Йокогамська Фотографічна Кампанія. Разом зі студією в Йокогамі Фарсарі також мав агентів у Кобе та Наґасакі.
На кінець 1886 року Адольфо Фарсарі та китайський фотограф Тонг Чеонг були єдиними закордонними комерційними фотографами, що працювали в Японії, а через декілька років Фарсарі залишився один.
У лютому 1886 року пожежа знищила фотостудію Фарсарі та всі негативи і, щоб повернути втрачене, він вирушив у п'ятимісячний тур по Японії. Адольфо Фарсарі знову відкрив свою студію у 1887 році. Попри втрати від пожежі, у 1889 ріці загальна кількість робіт Фарсарі перевищує тисячу екземплярів, серед яких велика кількість японських краєвидів та портретних робіт.